# Persisk stenskvätta
Persisk stenskvätta (Oenanthe chrysopygia) är en tätting som tillhör släktet stenskvättor. Släktet räknades tidigare till familjen trastar, men är numera placerad inom familjen flugsnappare (Muscicapidae). Den och kurdstenskvätta (O. xanthoprymna) behandlades tidigare som en och samma art. Beståndet anses vara livskraftigt.

## Utseende
Denna stenskvätta är förhållandevis liten, med 14,5 centimeter i längd och en vingbredd på 26–27 centimeter. Den är relativt färglös, huvudsakligen gråbrun ovan och gråvit under med ett blekt ögonbrynsstreck och en rostton på örontäckarna.
Olikt de flesta andra stenskvättor är övergumpen och stjärtbasen rödaktig, medan resten av stjärtet har den för släktet karakteristiska T-formen.. Könen är lika förutom att hanen har en svart tygel.
Hona kurdstenskvätta (O. xanthoprymna) kan vara väldigt lik, men denna har vitt på stjärtbasen istället för rostrött. Hanar och vissa honor kurdstenskvättor skiljer sig tydligt med sitt svarta ansikte och svarta strupe liksom gråare undersida.

## Läte
Sången beskrivs som lärklik, utdragen och "meditativt pladdrande", med det sträva locklätet "kersch" instoppat i par.

## Utbredning och systematik
Persisk stenskvätta förekommer från Transkaukasien till Afghanistan, vintertid till Pakistan och nordvästra Indien. Den har tillfälligt påträffats i Israel, Etiopien, Djibouti och  Nepal.
Fågeln betraktades länge som en underart av O. xanthoprymna på basis av fåglar funna med intermediära karaktärer, vilket tolkades som att arterna hybridisiderade. Dessa individer kan dock istället röra sig om unga kurdstenskvättor.

### Familjetillhörighet
Stenskvättorna ansågs fram tills nyligen liksom bland andra buskskvättor, stentrastar, rödstjärtar vara små trastar. DNA-studier visar dock att de är marklevande flugsnappare (Muscicapidae) och förs därför numera till den familjen.

## Ekologi
Persisk stenskvätta häckar i bergstrakter från 1200 till 4000 meter över havet i branta, klippiga och öde partier med lite växtlighet. Vintertid hittas den i lägre områden med stäpp, halvöken och buskmark. Den häckar från slutet av mars eller april till juni. Det skålformade boet placeras i en klippskreva eller fördjupning i berget. Den lägger två kullar med fyra till sex blåvita ägg som ruvas i 13 dagar.

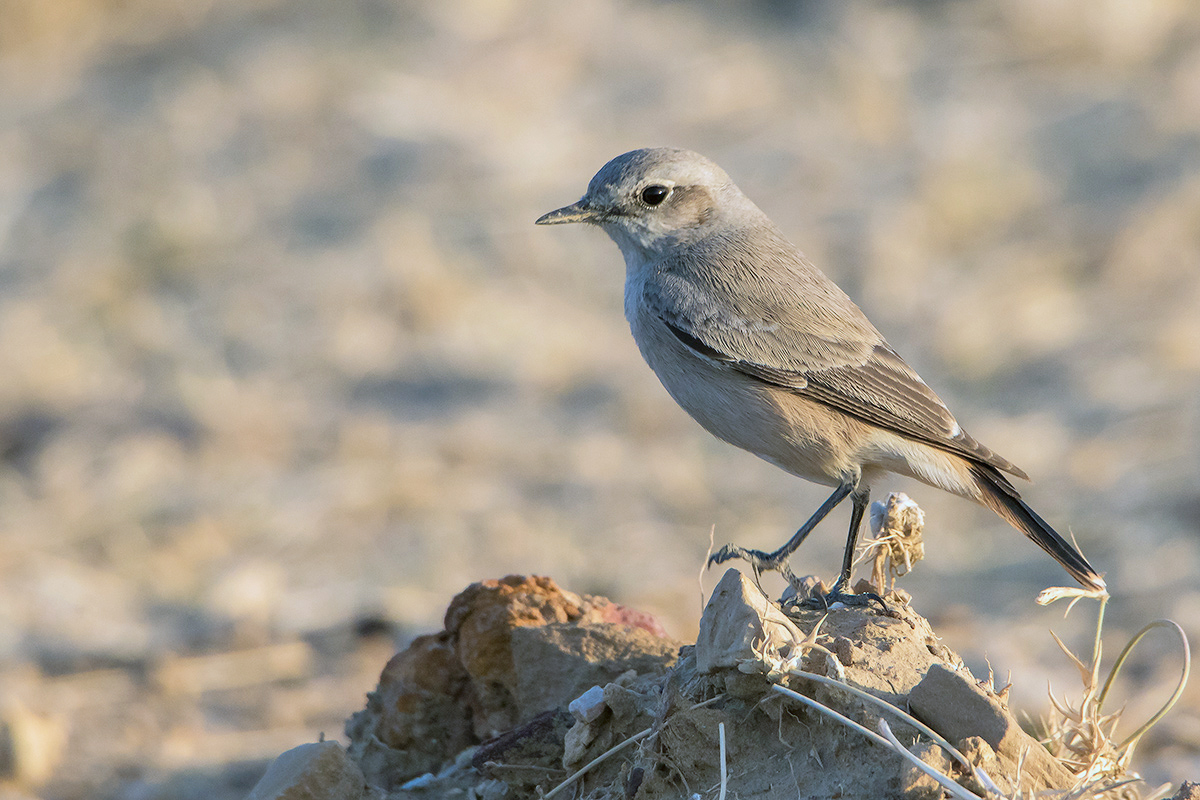

Fågeln livnär sig på insekter som myror, skalbaggar och larver, antingen genom att gräva i marken med näbben eller fånga i flykten från en sten eller ett klippblock.

## Status och hot
Arten har ett stort utbredningsområde och en stor population med stabil utveckling. Utifrån dessa kriterier kategoriserar IUCN arten som livskraftig (LC). Världspopulationen har inte uppskattats, men arten beskrivs som generellt fåtalig, men lokalt vanlig i Afghanistan, Pakistan och Oman. Den europeiska andelen består endast av 20–30 par.